# Офіційний перелік регіонально рідкісних рослин Рівненської області
Офіційний перелік регіонально рідкісних рослин Рівненської області — список, що містить перелік видів рослин, які не занесені до Червоної книги України, але є рідкісними або такими, що перебувають під загрозою зникнення на території Рівненської області.

## Історія
Перелік було затверджено рішенням Рівненської обласної ради народних депутатів Рівненської
обласної ради від 27 березня 2009 року № 1196 «Про затвердження Переліку регіонально рідкісних і таких, що перебувають під загрозою зникнення, видів рослин на території Рівненської області та Положення до нього». До Переліку входять 65 видів судинних рослин.
Державному управлінню охорони навколишнього природного середовища в Рівненській області доручено забезпечувати перегляд та доповнення Переліку не рідше одного разу на 10 років.

## Положення про Перелік
Перелік є основою для розроблення та реалізації регіональних програм (планів дій), спрямованих на охорону та відтворення рідкісних і таких, що перебувають під загрозою зникнення видів рослинного світу на території Рівненської області, занесених до нього.
У передбаченому законом порядку права власників об'єктів рослинного світу, занесених до Переліку, можуть бути обмежені в інтересах охорони цих об'єктів, охорони навколишнього природного середовища та захисту прав громадян.
Державний контроль за додержанням вимог щодо охорони та відтворення видів рослин, занесених до Переліку, здійснює Державна екологічна інспекція в Рівненській області, місцеві державні адміністрації, інші спеціально уповноважені на це органи виконавчої влади відповідно до їх повноважень.
Зростання на певній території рідкісних і таких що перебувають під загрозою зникнення видів рослинного світу, занесених до Переліку, є підставою для оголошення її об'єктом природно-заповідного фонду.
Не допускається оприлюднення відомостей про точне місце зростання об'єктів рослинного світу, занесених до Переліку, та інших відомостей про них, якщо це може призвести до погіршення умов охорони та відтворення цих рослин.
Підставою для занесення видів рослинного світу до Переліку є наявність достовірних даних про чисельність популяцій та їх динаміку, поширення і зміни умов існування, що підтверджують необхідність вжиття особливих термінових заходів для їх збереження та охорони.
До Переліку заносяться види рослин, які мають особливу наукову цінність, а також види, поширення яких швидко зменшується внаслідок господарської діяльності людини.
Пропозиції про занесення до Переліку видів рослинного світу можуть вносити відповідні науково-дослідні установи, державні і громадські організації, окремі фахівці, вчені.
Види рослинного світу, занесені до Переліку, які внаслідок вжитих природоохоронних заходів на підставі результатів наукових досліджень визнані такими, що знаходяться поза загрозою зникнення, підлягають виключенню із Переліку.

## Перелік
| № п/п | Українська назва виду   | Біномінальна назва          |
| ----- | ----------------------- | --------------------------- |
| 1     | Аконіт шерстистовустний | Aconitum lasiostomum        |
| 2     | Анемона лісова          | Anemone sylvestris          |
| 3     | Аспленій волосовидний   | Asplenium trichomanes       |
| 4     | Аспленій муровий        | Asplenium ruta-muraria      |
| 5     | Аспленій північний      | Asplenium septentrionale    |
| 6     | Багаторядник Брауна     | Polystichum braunii         |
| 7     | Багаторядник шипуватий  | Polystichum aculeatum       |
| 8     | Валеріана цілолиста     | Valeriana simplicifolia     |
| 9     | Вишня степова           | Cerasus fruticosa           |
| 10    | Вільха сіра             | Alnus incana                |
| 11    | Вужачка звичайна        | Ophioglossum vulgatum       |
| 12    | Гвоздика Фішера         | Dianthus fischeri           |
| 13    | Герань темна            | Geranium phaeum             |
| 14    | Голокучник дубовий      | Gymnocarpium dryopteris     |
| 15    | Голокучник Роберта      | Gymnocarpium robertianum    |
| 16    | Дзвоники оленячі        | Campanula cervicaria        |
| 17    | Еремогоне скельна       | Eremogone saxatilis         |
| 18    | Живокіст Бессера        | Symphytum besseri           |
| 19    | Жимолость пухната       | Lonicera xylosteum          |
| 20    | Звіробій сланкий        | Hypericum humifusum         |
| 21    | Зіновать регенсбурзька  | Chamaecytisus ratisbonensis |
| 22    | Їжача голівка           | Sparganium minimum          |
| 23    | Кадило сарматське       | Melittis sarmatica          |
| 24    | Калачики вирізані       | Malva excisa                |
| 25    | Келерія велика          | Koeleria grandis            |
| 26    | Кизильник чорноплідний  | Cotoneaster melanocarpus    |
| 27    | Китятки гіркуваті       | Polygala amarella           |
| 28    | Клопогін європейський   | Cimicifuga europaea         |
| 29    | Купальниця європейська  | Trollius europaeus          |
| 30    | Льон жовтий             | Linum flavum                |
| 31    | Мучниця звичайна        | Arctostaphylos uva-ursi     |
| 32    | Незабудка литовська     | Myosotis lithuanica         |
| 33    | Одноквітка звичайна     | Moneses uniflora            |
| 34    | Орлики звичайні         | Aquilegia vulgaris          |
| 35    | Осока багнова           | Carex limosa                |
| 36    | Осока волотиста         | Carex paniculata            |
| 37    | Осока Гартмана          | Carex hartmanii             |
| 38    | Осока низька            | Carex humilis               |
| 39    | Осока повисла           | Carex flacca                |
| 40    | Осока Хоста             | Carex hostiana              |
| 41    | Первоцвіт високий       | Primula elatior             |
| 42    | Плющ звичайний          | Hedera helix                |
| 43    | Ринхоспора біла         | Rhynchospora alba           |
| 44    | Рододендрон жовтий      | Rhododendron luteum         |
| 45    | Росичка круглолиста     | Drosera rotundifolia        |
| 46    | Самосил гірський        | Teucrium montanum           |
| 47    | Синюха голуба           | Polemonium caeruleum        |
| 48    | Смородина блискуча      | Ribes lucidum               |
| 49    | Сонцецвіт звичайний     | Helianthemum nummularium    |
| 50    | Сонцецвіт яйцевидний    | Helianthemum ovatum         |
| 51    | Стародуб широколистий   | Laserpitium latifolium      |
| 52    | Страусове перо звичайне | Matteuccia struthiopteris   |
| 53    | Таволга середня         | Spiraea media               |
| 54    | Тирлич звичайний        | Gentiana pneumonanthe       |
| 55    | Тирлич хрещатий         | Gentiana cruciata           |
| 56    | Тисдалія голостебла     | Teesdalia nudicaulis        |
| 57    | Фегоптерис з'єднуючий   | Phegopteris connectilis     |
| 58    | Фіалка гола             | Viola rupestris             |
| 59    | Фітеума колосиста       | Phyteuma spicatum           |
| 60    | Хвощ великий            | Equisetum telmateia         |
| 61    | Хвощ рябий              | Equisetum variegatum        |
| 62    | Цирцея середня          | Circaea intermedia          |
| 63    | Шоломниця висока        | Scutellaria altissima       |
| 64    | Щитник австрійський     | Dryopteris austriaca        |
| 65    | Щитник гребенястий      | Dryopteris cristata         |